# Rhombophryne vaventy
Rhombophryne vaventy es una especie de anfibio anuro de la familia Microhylidae.

## Distribución geográfica
Esta especie es endémica del parque nacional Marojejy en Madagascar. Se encuentra a unos 1326 m de altitud.

## Publicación original
- Scherz, Ruthensteiner, Vences & Glaw, 2014 : A new microhylid frog, genus Rhombophryne, from northeastern Madagascar, and a re-description of R. serratopalpebrosa using micro-computed tomography. Zootaxa, n.º 3860, p. 547–560.[4]